# Přírodní bohatství

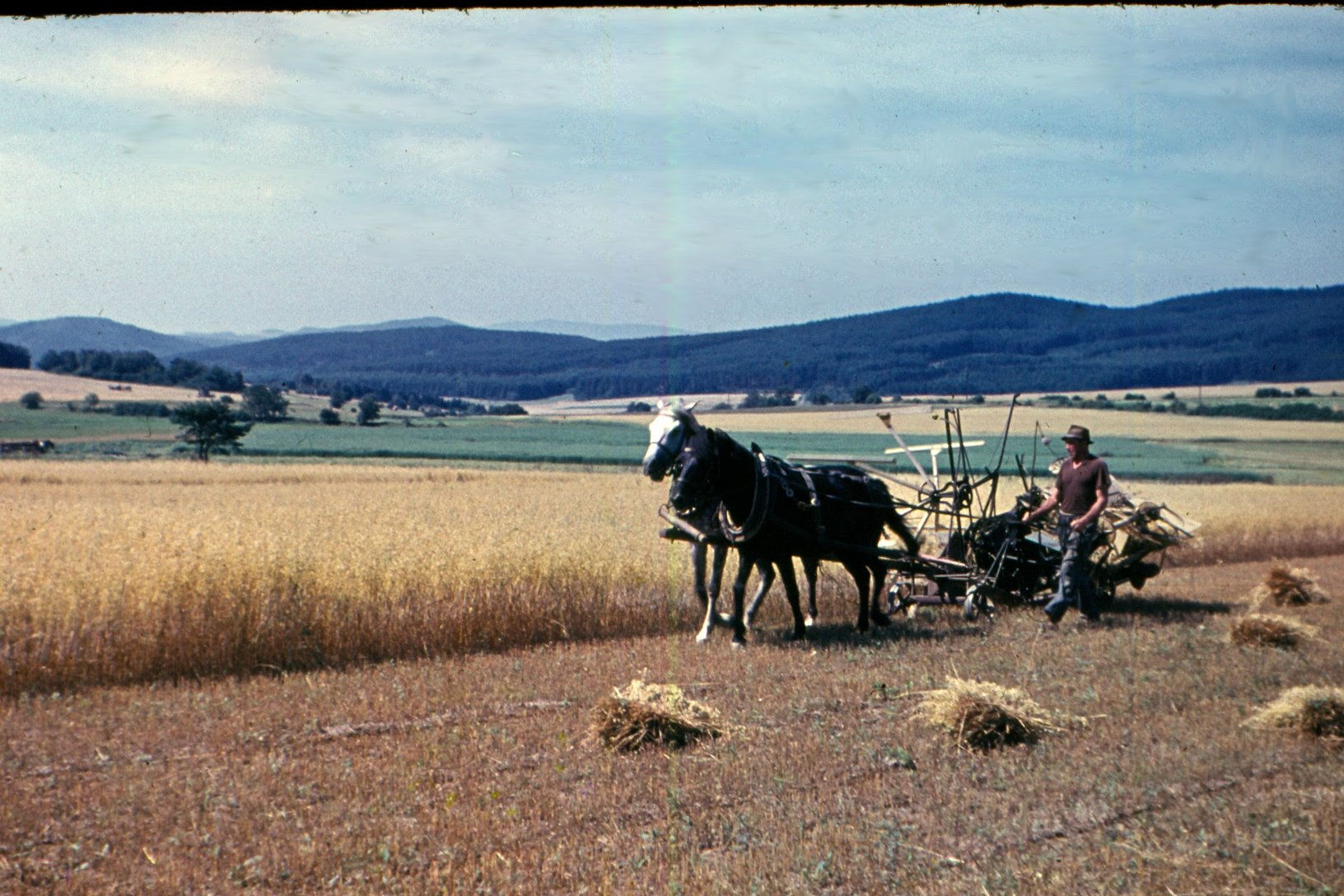
Sklizeň obilí na Domažlicku v roce 1959

Přírodní bohatství jsou přírodní statky umožňující lidskou existenci na planetě.
Základním přírodním bohatstvím České republiky je zemědělský půdní fond, je nenahraditelným výrobním prostředkem umožňujícím zemědělskou výrobu a je jednou z hlavních složek životního prostředí.
Často se tímto pojmem myslí zdroje různých chemicky čistých látek nebo sloučenin, z nichž typickým příkladem mohou být různé minerály, drahokamy a polodrahokamy, kovy, obecně materiály, které tvoří vstup zpracovatelského (sekundárního) průmyslu. Má-li jít pouze o minerály, dá se použít zúžený pojem nerostné bohatství.
Mezi přírodní bohatství jsou však také zahrnovány i nehmotné zdroje, např. sluneční energie.
Ochrana přírodního bohatství je zakotvena v Ústavě České republiky v článku 7 a občané si v její preambuli sdělují odhodlání střežit a rozvíjet zděděné přírodní bohatství. Pro zajištění uchování a reprodukci přírodního bohatství je vymezován systém ekologické stability – vzájemně propojený soubor přirozených i pozměněných, avšak přírodě blízkých ekosystémů, které udržují přírodní rovnováhu.

## Galerie

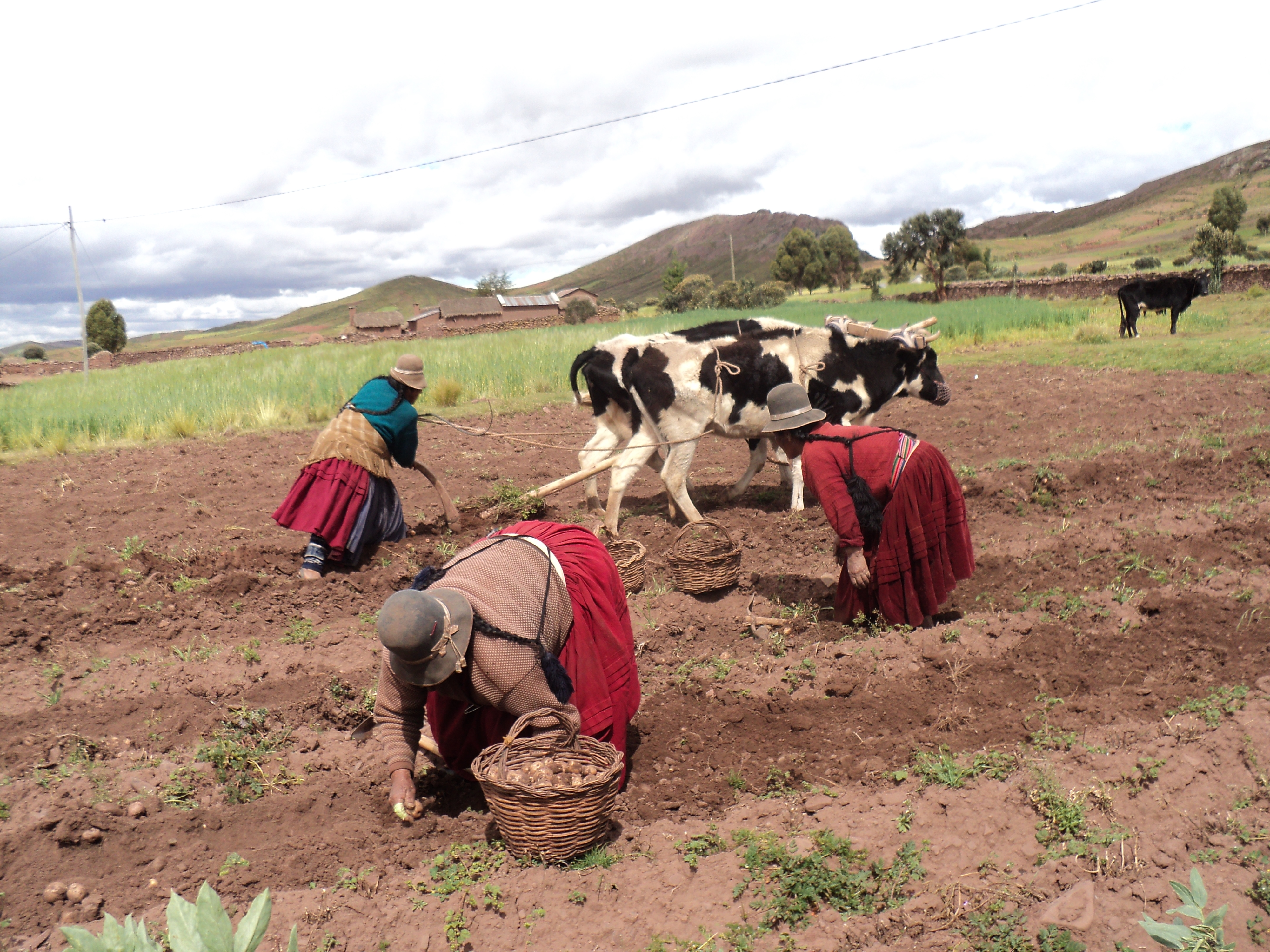
Sklizeň brambor
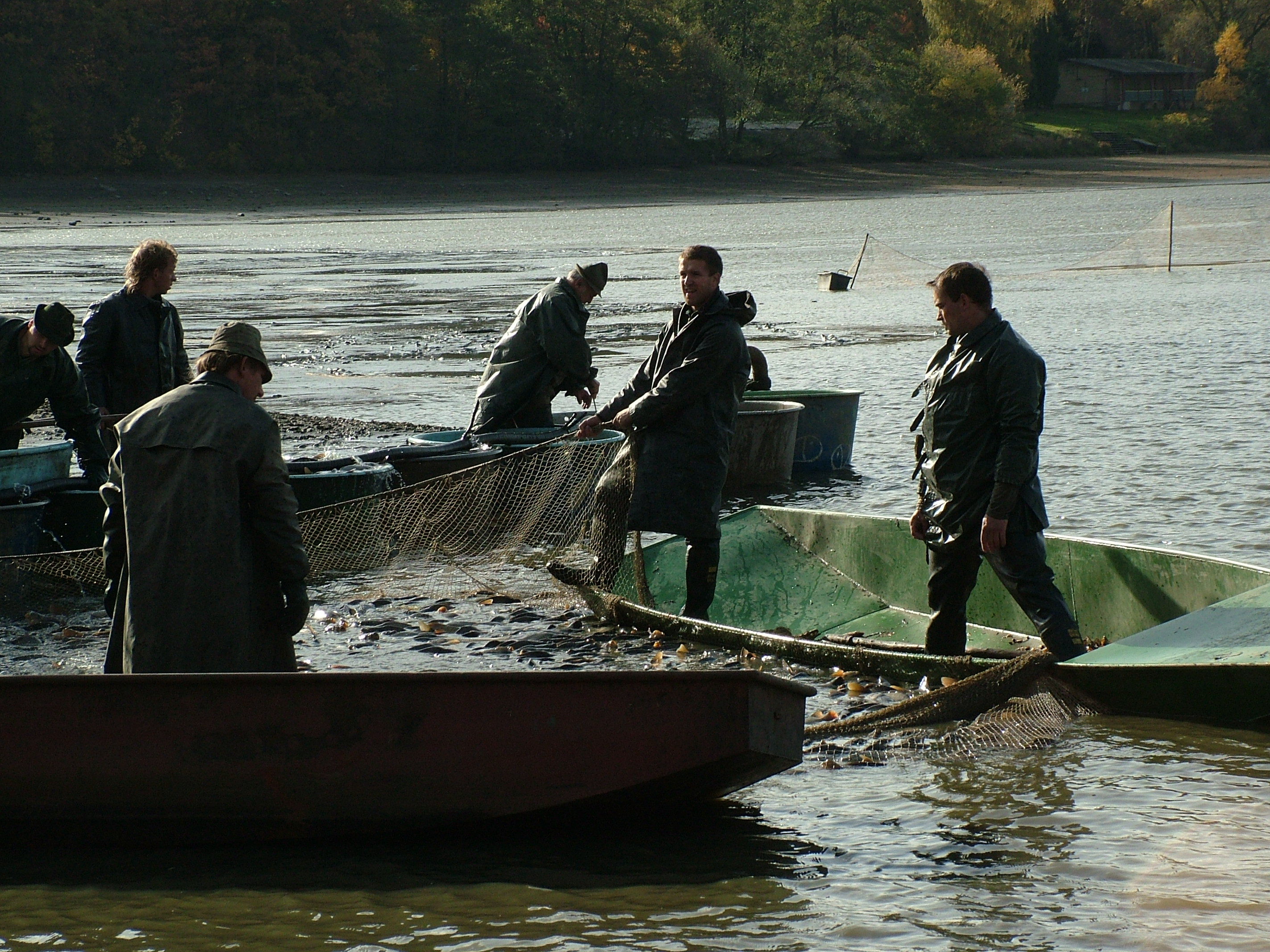
Rybolov Velkého rybníka, Jesenice u Rakovníka
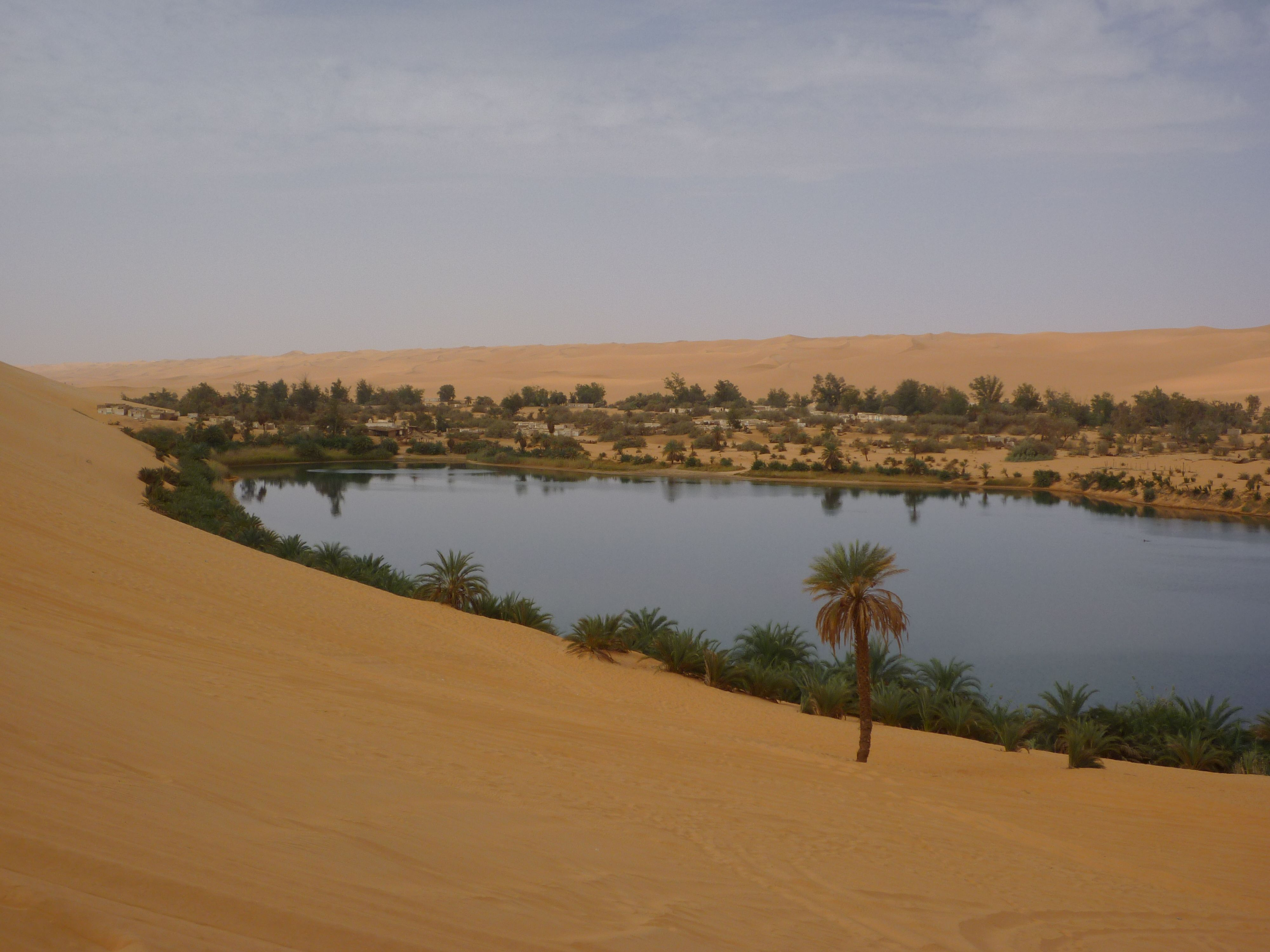
Oáza Gaberoun, Libye
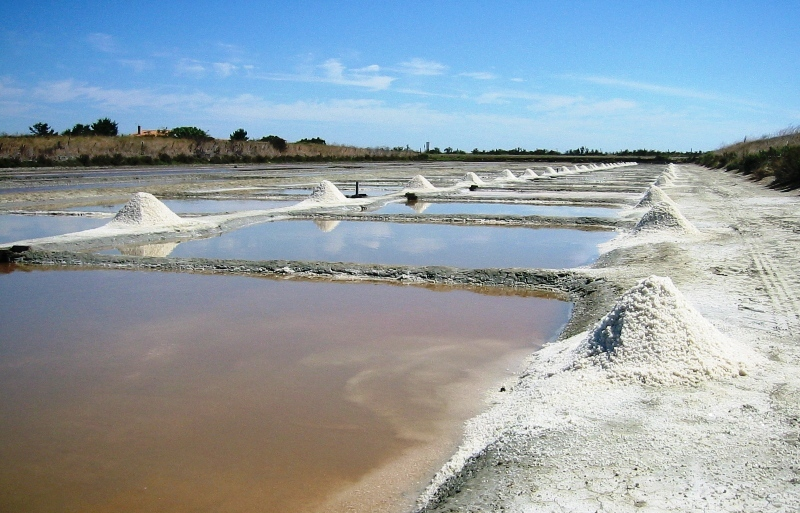
Saliny na Île de Ré
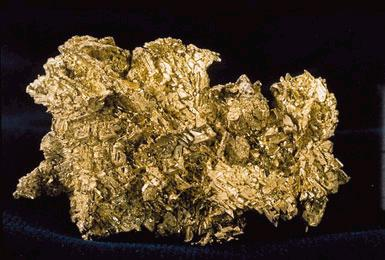
Přírodní zlato